# Cal Baldufes
Cal Baldufes és una obra de Capellades (Anoia) protegida com a bé cultural d'interès local.

## Descripció
És un edifici aïllat de planta rectangular envoltat d'un ampli jardí. Es tracta d'una de les poques cases noucentistes que resten a Capellades. Consta de planta baixa, primer pis i golfes. La coberta és a doble vessant i amb les teules vidrades disposades creant formes de greques i decorant la teulada. Un cos central i perpendicular sobresurt de la resta de la coberta. Els capcers del cos central acaben amb motius decoratius curvilinis, molt característics del noucentisme. Les façanes destaquen per la composició simètrica i per la inclusió d'elements arquitectònics i motius decoratius de caràcter classicista: les columnes jòniques que emmarquen l'entrada i suporten el balcó amb barana de balustres o els esgrafiats de la façana. Destacar també la ceràmica vidrada utilitzada en les cornises de les obertures, així com en la paret de tancament de tota la finca.

## Història
Aquesta torre senyorial fou edificada per Josep Guasch i Orts, fill d'Isaac Guasch, important industrial tèxtil de Capellades. Aquest va comprar diferents terrenys contigus entre el carrer Garbí i l'actual Abat Muntades per construir-hi un edifici de nova planta.